# Portell Estret
El Portell Estret es troba a Montserrat (Catalunya), el qual fa de partió entre les regions d'Agulles a l'oest i els Frares Encantats a l'est.

## Descripció
És una escletxa molt estreta entre les imponents parets de la cara nord. El camí de les Agulles aprofita el Portell Estret per connectar els vessants nord i sud de la muntanya. El coll és flanquejat per dos monòlits de roca amb molta personalitat: La Boleta és, en realitat, una bola gegant de roca conglomerada que sembla a punt d'estavellar-se sobre la carretera del monestir. Des del coll, val la pena pujar una mica fins a La Mà. Al peu d'aquesta agulla majestuosa, trobarem una talaia excel·lent per a observar la regió dels Frares i La Bola de la Partió, que, vista des del darrere, sembla un monjo guaitant el Bruc. El Portell Estret ens ofereix un passeig pintoresc per l'alzinar de muntanya que cobreix la baixada de la Canal Ampla.

## Accés
Cal arribar primer fins al peu de La Cadireta. Si ens aturem una estona al replà i mirem La Cadireta des de sota, entendrem de seguida l'origen del seu altre nom: El Morro de Gos. Seguim endavant fins a trobar la bifurcació del camí del monestir. Agafem la sendera de la dreta i anem pujant fins a arribar a una altra bifurcació senyalitzada, on tornarem a trencar a la dreta. Som en ple vessant nord i el bosc és més verd i frondós. Els pins escassegen i les alzines es barregen amb arbres caducifolis com l'auró. El pendent del camí es va accentuant a mesura que guanya altitud fins a arribar a un tram ple de revolts encaixonat entre dues parets. La part final té un pendent més suau que acaba desembocant al Portell Estret. Tornem al cotxe desfent el camí. Alternativament, podem baixar al Refugi Vicenç Barbé per la Canal Ampla i tornar a Can Maçana pel Coll de la Portella. És una opció interessant que farà l'excursió més completa, però l'itinerari resultant és significativament més llarg.